# Журнал по проблемам языкознания и этнографии
Журнал по проблемам языкознания и этнографии (нидерл.  Bijdragen tot de Taal-, Land- en Volkenkunde) — один из старейших в мире востоковедческих журналов. Издавётся ежеквартально Королевским нидерландским институтом исследований Юго-Восточной Азии и Карибского региона (Royal Netherlands Institute of Southeast Asian and Caribbean Studies) в Лейдене (Нидерланды).
Журнал основан в 1852 году. Появление журнала тогда под названием Bijdragen tot de Taal-, Land- en Volkenkunde van Nederlandsch Indie («Журнал по проблемам языкознания и этнографии Нидерландской Индии») через год после создания института (первоначальное название Королевский институт языкознания и антропологии) явилось свидетельством повышения интереса голландских властей и политической элиты к колониальным делам. Становилось очевидным, что для управления колониями нужны не только сильная армия и хорошо подготовленные чиновники, но и научные и практические знания туземного общества.
Весь период существования журнала можно подразделить на несколько этапов. Первый — этап становления — занял почти 25 лет. В это время журнал выходил не всегда регулярно (между пятым и шестым номером прошло три года, между седьмым и восьмым — два), ощущалась нехватка авторов: большинство статей в первых выпусках принадлежали одному человеку — архивариусу Генерального государственного архива, бывшему офицеру королевских ВМС П. А. Лёпе, который писал в основном на основе архивных материалов. Нередки были случаи, когда весь номер занимал какой-либо отдельный доклад (например, N9 в 1862 году целиком содержал доклад по географии и этнографии Индонезии). Такое положение можно объяснить тем, что авторы, связанные с практической деятельностью в Индонезии, предпочитали отдавать свои материалы главным образом в издававшийся в Батавии Батавским обществом искусства и наук с 1853 по 1941 гг. близкий по профилю журнал Tijdschrift voor Indische Taal,- Land- en Volkenkunde (Журнал об индийском языкознании и этнографии). Тем не менее, рукописи на восточных языках в этот период не принимались к публикации на основании того, что они представляют интерес «только для учёных». В связи с принятым в 1857 году решением включить в сферу научных интересов КИЯА Вест — Индию, проблематика этого региона стала затрагиваться и на страницах журнала. Однако, публикации по Вест — Индии были редкими, что отражает относительно менее важное значением для Голландии этих колоний по сравнению с Индонезией. Журнал, будучи подчинён интересам колониальной политики, избегал публикации статей полемического характера по этой проблематике (о системе принудительных культур, об усилении голландской экспансии, о положении населения колоний и т. п.).
В целом, на этом этапе учредители журнала (редколлегия состояла в основном из членов руководящего совета института) не были довольны его содержанием. В ежегодном отчёте института за 1871 год отмечалось, что «журнал — все ещё собрание случайных статей, которые хотя и не лишены научной ценности, однако не вызывают интереса у большинства читателей, а порой и совсем не понятны для них» . Видимо, в этой связи первоначальный тираж в 500 экз. был уменьшен до 300.
Следующий этап связан с периодом расцвета колониальной политики Голландии в Индонезии и охватывает временной промежуток с 1876 года, когда было отмечено 25-летие КИЯА, до начала Первой мировой войны. Журнал стал выходить регулярно — один раз в год. Постепенно стал увеличиваться тираж: в 1880 году снова составил 500 экземпляров, к началу века достиг 900, в 1920 году −1000 экземпляров. Новым явлением стало появление статей индонезийцев. Первая такая статья опубликована в 1878 году — это был небольшой материал о некоторых яванских словосочетаниях, написанный регентом Кудуса Р. М. А. Чондронегорой. Через два года появилась принадлежащая ему же более пространная статья о развитии яванского языка, а почти через 20 лет в 1899 году — статья его младшего брата Р. М. А. А. Сосронинграта о брачных обрядах индийцев в Индонезии. Эту статью иногда приписывают известной индонезийской просветительнице Картини. Если это так, то Картини — первая женщина и самый молодой автор журнала. Однако, статьи индонезийцев в этот период были весьма редки и составляли около одного процента всех публиковавшихся материалов. Несмотря на то, что недостатка в рукописях теперь не было, руководители КИЯА продолжали практиковать публикацию одного материала на весь журнал. Так, например, N33 в 1885 году (600 страниц!) полностью занимал доклад К. Ф. ван Делдена Ларне министру колоний о производстве кофе в мире в сопоставлении Бразилии с Нидерландской Индией, N 43 в 1894 году — монография Л. В. К. ван ден Берга об истории права на Южном Сулавеси, N 48 в 1898 году — материал В. П. Груневелдта о проникновении голландцев в Китай. К началу века тематика статей стала разнообразней, хотя многие из них по-прежнему были неправомерно пространными. Регулярно печатались П. Х. ван дер Кемп, специалист по истории XIX века, и Й. Х. К. Керн, профессор — санскритолог Лейденского университета, самый плодовитый за всю историю журнала автор, разрабатывавший проблемы древнеяванской литературы.
В 1930-е годы журнал испытывал определённые трудности финансового порядка в связи с мировым экономическим кризисом. Вновь упал тираж (к 1940 г. до 650 экземпляров), сократился объём (до 200 страниц), увеличилось время прохождения рукописей (до трёх лет), усилилась конкуренция со стороны других журналов. Несмотря на это, сохранилась практика публикации одного материала, занимающего весь номер журнала. В N 64 (1910 г.) опубликована «Хроника по истории Амбона» Г. Е. Румфиуса, в NN 57 (1907 г.), 87 (1913 г.), 91 (1943 г.), 93 (1935 г.), 96 (1938 г.) — собрание договоров Нидерландской колониальной администрации с индонезийскими княжествами XVII—XVIII вв. под общим заголовком Corpus Diplomaticum Neederlando-Indicum под редакцией Й. Е. Хереса и Ф. В. Стапела. В 1941 году на 90-й год существования КИЯА, несмотря на оккупацию страны Германией, вышел сотый номер журнала. К этому времени на его страницах было опубликовано более тысячи статей, из которых 2/5 были посвящены истории и археологии, 1/3 — языку и литературе, 1/5 -географии и этнологии, остальные — юриспруденции и проблемам управления. В 1942 г. удалось осуществить ещё один выпуск журнала, но затем наступил семилетний перерыв.
Издание было возобновлено лишь в 1949 г. В связи с тем, что Нидерландской Индии больше не существовало и вместо неё появилась Индонезия, в название журнала было внесено соответствующее изменение (были изъяты слова van Nederlandsch Indie). Одновременно изменился и статус журнала — он стал более самостоятельным (теперь в состав редколлегии избирался только один член руководящего совета Института). Было принято решение начать публикацию рецензий, стали высказываться идеи о необходимости помещать в журнале материалы на английском языке. Первый номер с рецензиями вышел в 1951 г. (N 107) и с тех пор 1/6 журнала стала отводиться рецензиям. Увеличилось число статей в каждом номере (с 10 до 25), в том числе за счёт уменьшения их объёма (от 50 до 15-20 страниц). С 1958 г. в журнале стало два редактора: профессор малаистики Лейденского университета А. Тэу (ответственный за статьи) и профессор культурологии и антропологии П. Е. де Йосселинг де Йонг (ответственный за рецензии). Активизировался процесс «интернационализации»: к 1960 г. увеличилось число статей иностранных авторов на английском языке — свидетельство того, что индонезийские исследования в Европе больше уже не являлись прерогативой исключительно голландской науки. Более того, уже в 70-е гг. статьи на английском языке стали превалировать. Расширилась географическая сфера исследований: от Индонезии, Суринама и Антильских островов до всей ЮВА и Океании. В начале 1970-х гг. тираж поднялся до 1500, в 1986 г. — до 2000, а в 1990-е гг. — до 2500 экземпляров. В 1965 г.в журнале опубликована статья советских исследователей Ю. Сирка и Б. Парникеля об австронезийской филологии в Советском Союзе. Стали выпускаться тематически однородные номера: N136 (1980 г.) посвящён индонезийским исследованиям в СССР и N 149 (1993 г.) — Океании. Повысилось внимание к проблемам антропологии (1/3 всех статей в последних 50 номерах). Сохранилась, однако, верность аполитичности: на страницах журнала не нашли отражения ни вопрос о Западном Ириане, ни развитие внутриполитической ситуации в Индонезии после событий 1965 года.